# ワイニョ

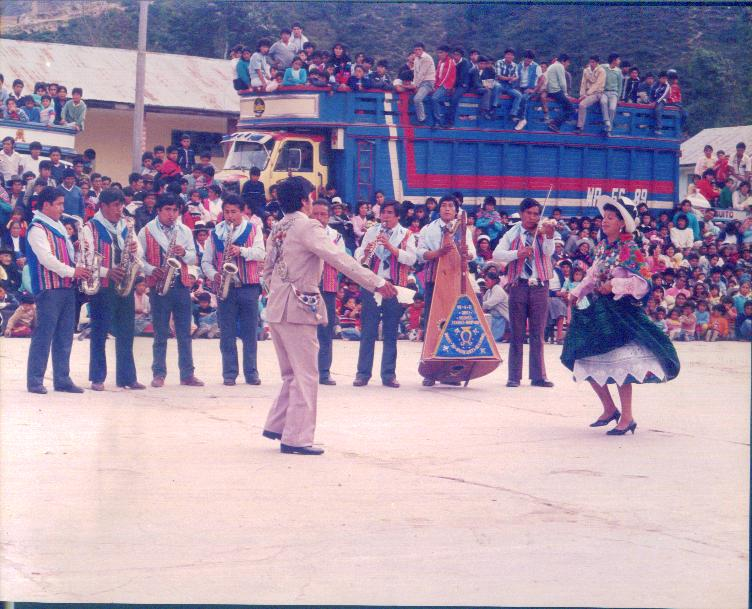
ワイノ

ワイニョはペルー、ボリビアで盛んな音楽の形式である。

## 概要
一般的にボリビアではワイニョ、ペルーではワイノと呼ばれることが多い。ワイノの語源はケチュア語であるため、スペイン語における綴りは一定しない。1608年には既にワイノについての記録があり、ペルー以南の汎アンデス地域での大衆音楽の中心と言える存在である。
ワイニョはスペイン到来の以前からアンデス地方に存在するムシカ・アウトクトナ（農村の音楽）と呼ばれる形式の音楽であり、先住民本来の音階であるドレミソラの五音音階(ペンタトニック)を基調とする曲が現在でも多い。また、拍子の概念に対する認識が希薄であり、一定のリズムで自由な長さのメロディを奏でる。本来は舞曲だが、踊りを前提としない曲も作られている。先住民の土着の音楽から、都会的な洗練された音楽まで極めて変化に富む。
使われる楽器も、ケーナ、サンポーニャ、チャランゴなどのいわゆるフォルクローレに典型的な楽器から、ブラスバンド、ヴァイオリンやハープまで多岐に渡る。また、音楽自体はワイニョ/ワイノと同じでも、踊りの形式によって別の形式名が与えられている曲も数多くある。

## ボリビアのワイニョ
20世紀前半にヨーロッパ音楽直系のムシカ・クリオージャ（町の音楽）の作家たちによって、ムシカ・アウトクトナ形式の作風を取り入れたヨーロッパの作曲法によるワイニョが作られるようになった。ボリビアでは、この新しいワイニョとクエカがセットで踊られる形式が確立された。

## ペルーのワイノ
ペルーのワイノは地方色が強く、それぞれの地方でメロディラインや踊り方が微妙に違う、独自のワイノのスタイルがある。基本的にペルーのワイノは哀調を帯びたフォルクローレとはかけ離れた、甲高い声で歌う2拍子のダンス音楽である。
ワイノの歌詞は恋愛や下品な冗談、孤児の辛さ、社会批判などさまざまな内容だが、ペルーの政治が混乱した20世紀後半には社会を告発する手段として利用された。1980年代にはコロンビアから入ってきたクンビアとワイノが融合し、チチャという新しいジャンルの音楽が生まれ、山岳部からリマに移民した人々のあいだで流行した。その後もワイノはボリビアのネオ・フォルクローレ、チリのヌエバ・カンシオン、ロックなど他のジャンルの影響を受けつつ発展を続けている。

## 代表的な曲
- Valicha バリーチャ (ペルー)
- Wa Ya Yay ワヤヤイ (ボリビア)